# Mathematical Proceedings of the Cambridge Philosophical Society
Mathematical Proceedings of the Cambridge Philosophical Society, appelé auparavant Proceedings of the Cambridge Philosophical Society,  est une revue mathématique publiée par Cambridge University Press pour le compte de la Cambridge Philosophical Society. Elle publie des articles de recherche originaux issus d'un large éventail de mathématiques pures et appliquées. Toutes les branches des mathématiques pures sont couvertes, en particulier la logique mathématique et les fondements des mathématiques, la théorie des nombres, l'algèbre, la géométrie, la topologie algébrique et géométrique, l'analyse classique et fonctionnelle, les équations différentielles, la théorie des probabilités et les statistiques. Du côté appliqué, la mécanique, la physique mathématique, la théorie de la relativité et la cosmologie sont incluses. 
Le journal existe, dans sa première dénomination, depuis 1843. Il porte son nouveau nom depuis 1975. Les volumes 53-76 (1957-1974) ont le sous-titre Mathematical and physical sciences.
La revue est bimestrielle : elle publie deux volumes annuels, chacun de trois numéros. À titre d'exemple, le volume 167 (juillet - décembre 2019), comporte environ 600 pages.
Le facteur d'impact est 0,737 en 2018, d'après le Journal Citation Reports.
Le journal est référencé notamment par : MathSciNet, Current Index to Statistics, Current Contents, Science Citation Index Expanded,  Web of Science, Scopus, Zentralblatt MATH.